# Металист (стадион)
Областен спортен комплекс „Металист“ (на украински: Обласний спортивний комплекс „Металіст“), познат просто като Стадион „Металист“ (на украински: Стадіон „Металіст“), е мултифункционален стадион в украинския град Харков.
Използва се главно за футболни срещи и е официалният стадион на ФК Металист Харков. Съоръжението има капацитет от 40 003 седящи места и приема мачове от Евро 2012.

## История
Строежът на стадиона започва през 1925 г. Открит е на 12 септември 1926 г., като новият стадион носи името „Трактор“, наименуванн на финансиращото го местно предприятие. Преди Втората световна война съоръжението е преименувано на стадион „Дзержинец“, в чест на Феликс Дзержински, първия ръководител на ЧК.